# Torre de Santa María (Picos de Europa)
La Peña Santa de Enol o Torre de Santa María, con sus 2486 metros de altitud es la segunda cumbre en altura del Macizo Occidental de los Picos de Europa, por detrás de la Torre Santa (2596 m).
La primera ascensión conocida fue realizada el 19 de septiembre de 1891 por los franceses Paul Labrouche y Saint Saud siguiendo la vía conocida como "La Grieta Rubia" en la pared sur de la montaña y considerada hoy la vía normal para acceder a la cumbre, junto con la conocida como "El Corredor del Marqués" de similar dificultad en la cara norte. La vía de "El Corredor del Marqués" fue escalada por primera vez el 4 de octubre de 1907 por Gregorio Pérez Demaría "El Cainejo" y Pedro Pidal y Bernaldo de Quirós, Marqués de Villaviciosa, primeros escaladores en subir al Pico Urriellu o Naranjo de Bulnes.
La ruta de aproximación normal a la vía de la "La Grieta Rubia" comienza en el Lago Enol a 1080 m y continua a través de Pandecarmen y el refugio de Vegarredonda hasta llegar a la Horcada de Santa María, donde se da vista al impresionante Jou Santo y punto en el que comienza la ascensión final. La vía es una trepada de 120 metros de desnivel con pasos de II grado y algún paso de III- aislado. (PD Sup).
Además de las mencionadas, existen alrededor de doce vías de dificultad variable para ascender esta emblemática cumbre.
Desde la cima se tiene una perfecta panorámica de los Urrieles, destacando el Torrecerredo (2650 metros) en el centro de los mismos. También se da vista a la imponente cara norte de la Torre Santa, techo del Cornión con sus 2596 metros de altitud.

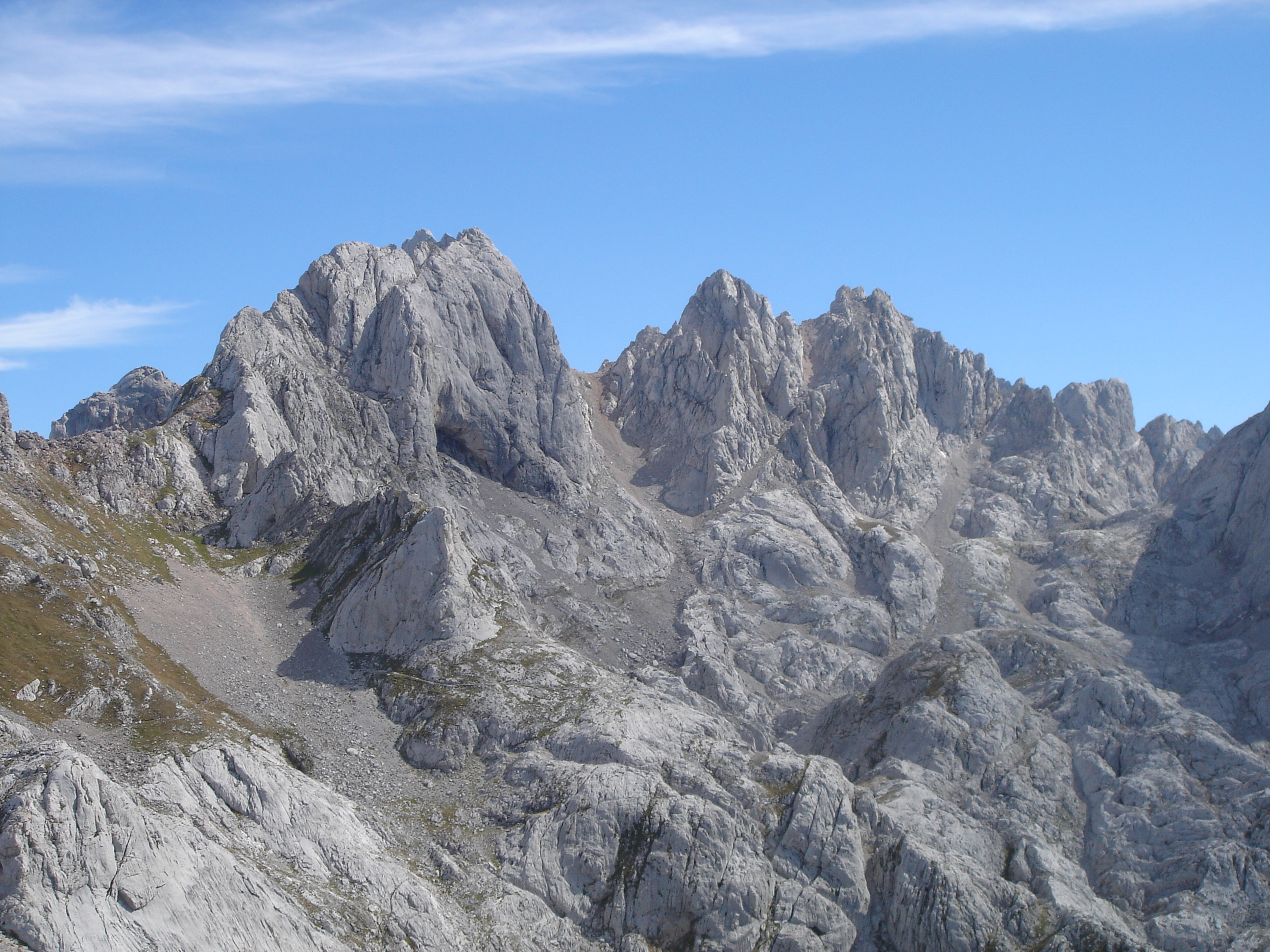
Peña De Enol, a la izquierda, vista desde la cumbre del Requexón (2174 m). Justo a su derecha se aprecia la subida hasta la Horcada de Santa María, que la separa de la Torre de la Horcada (2455 m)

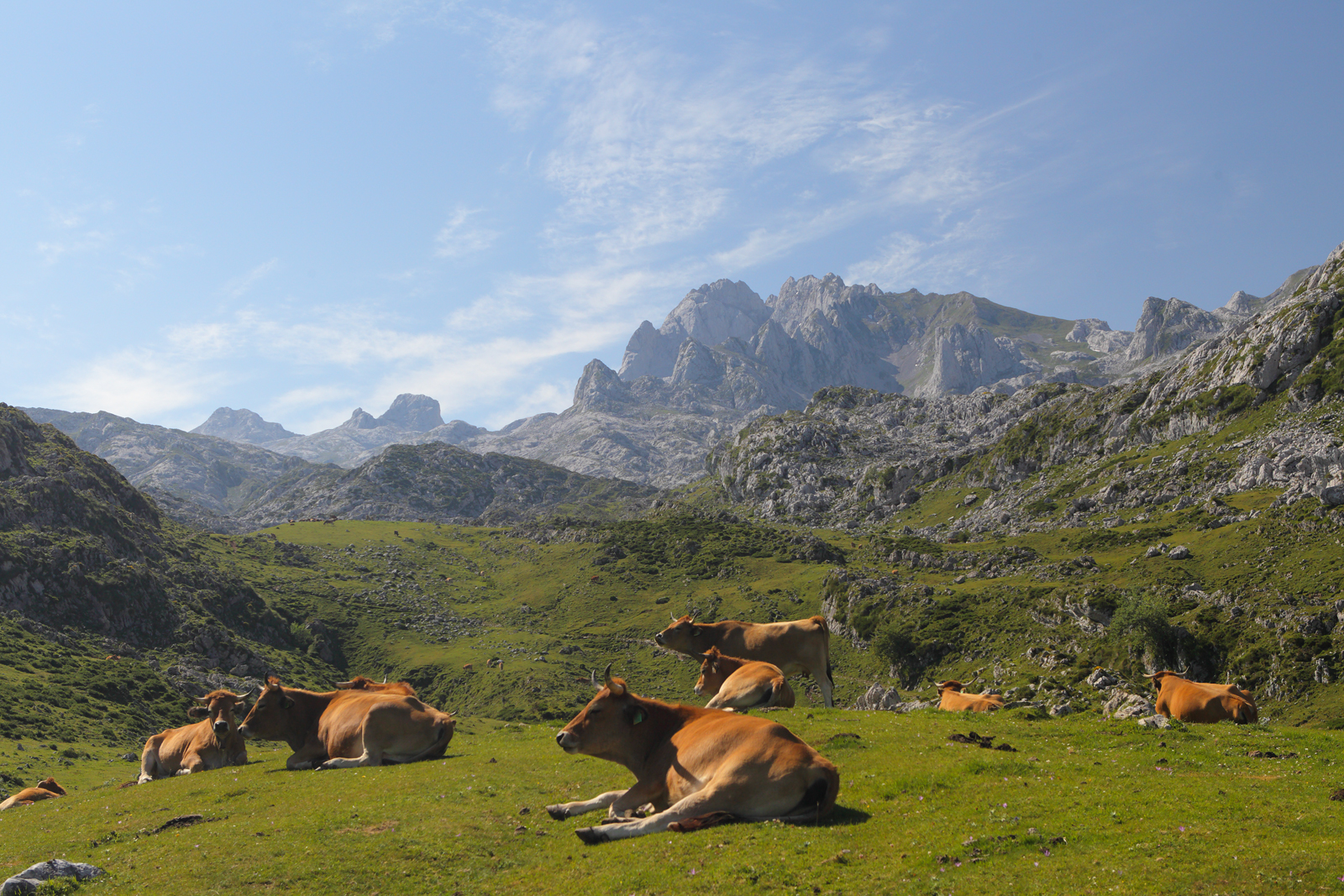
Vista lejana de Peña Santa de Enol

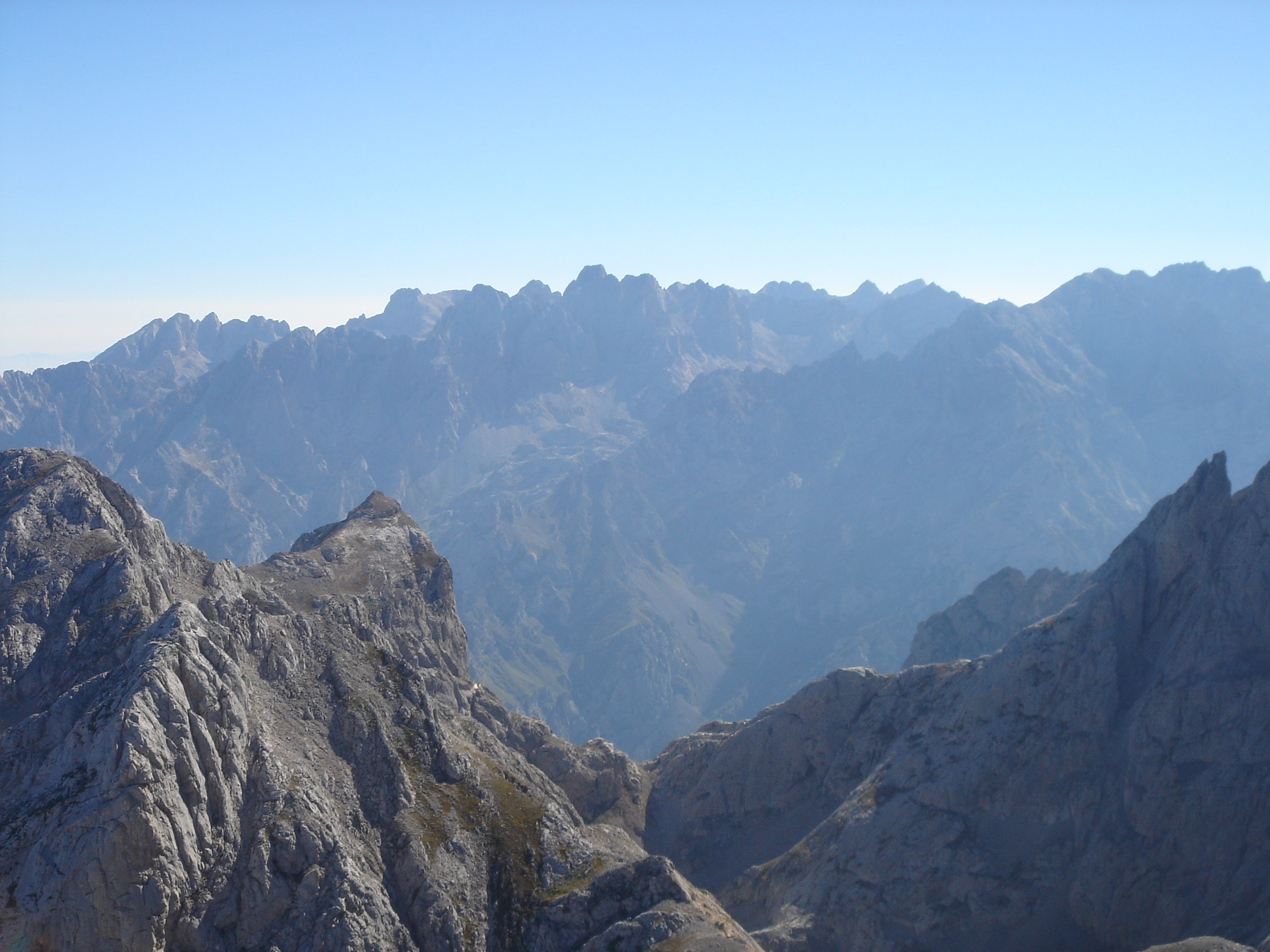
Panorámica del Macizo Central desde la cima de la Torre de Santa María. De izquierda a derecha se aprecian los Albos, el Neverón de Urriellu, el Pico Cabrones, Torrecerredo, el Tesorero y el área del Llambrión.

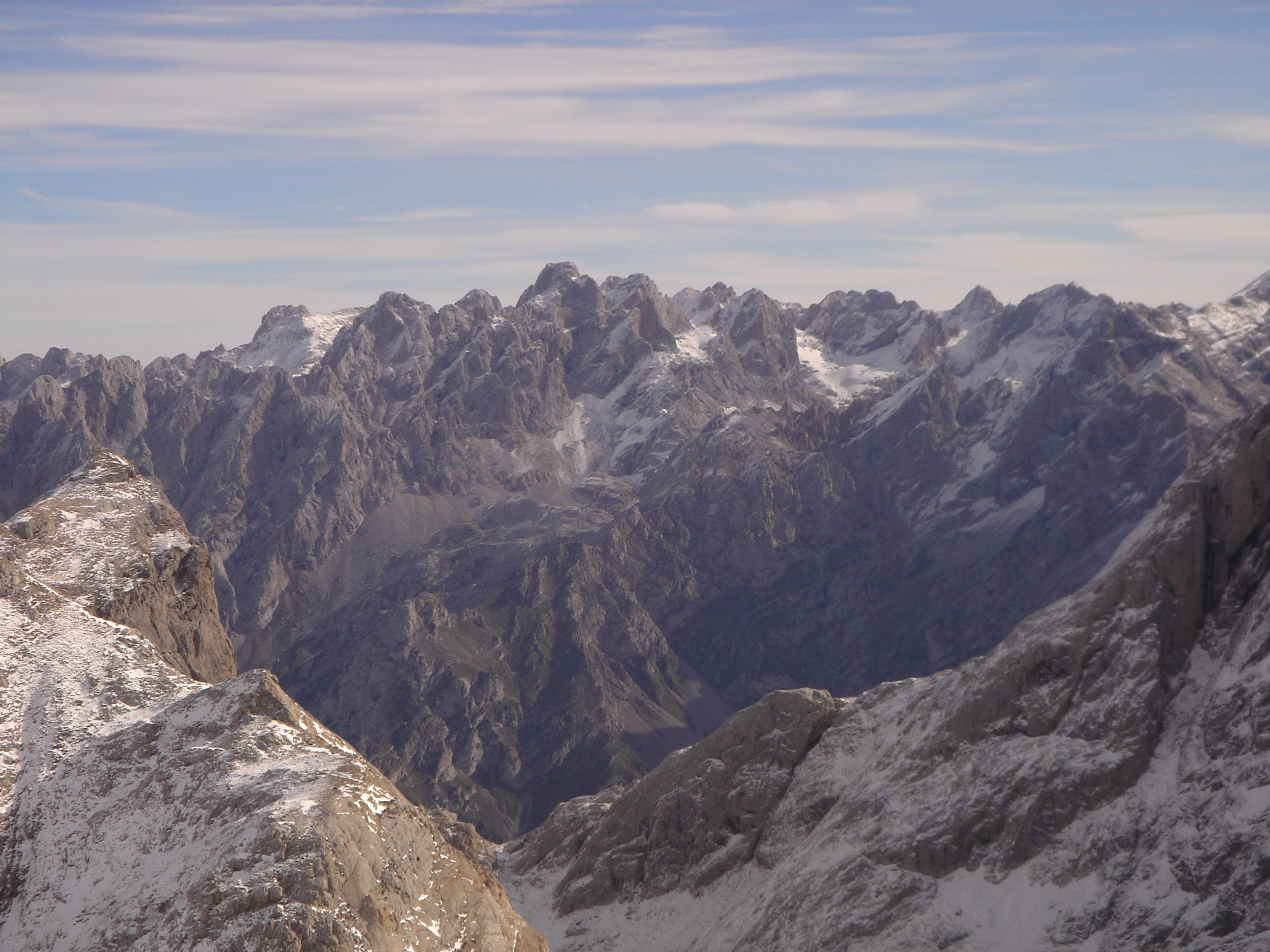
Otra vez el Central, justo al finalizar subida por la Grieta Rubia, con las primeras nieves.

- Datos: Q9088939
- Multimedia: Peña Santa de Enol / Q9088939